# Paul von Baranoff

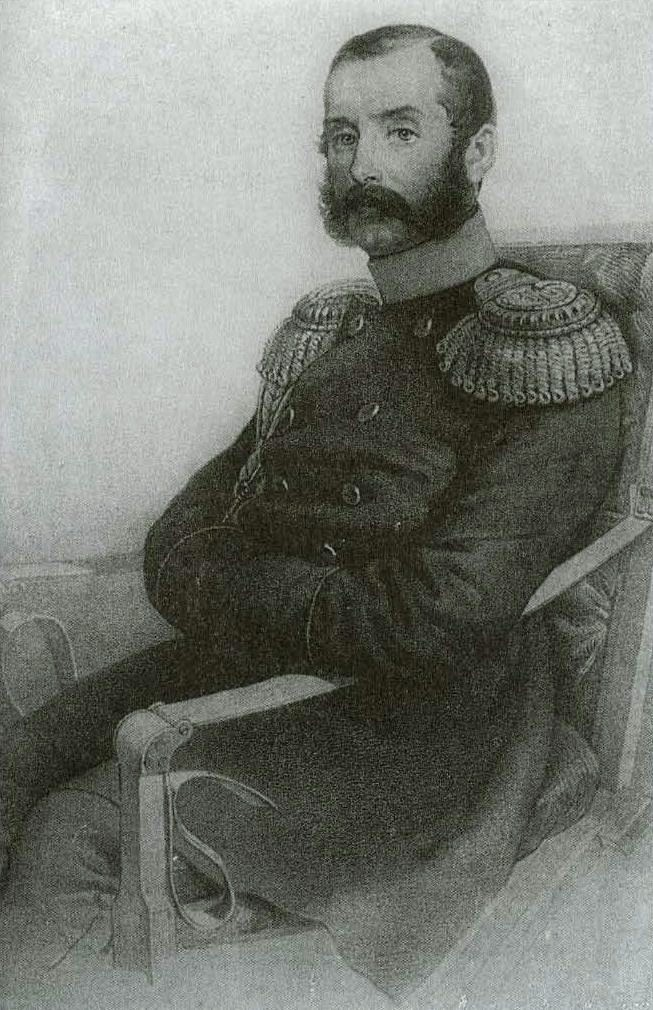
Paul Graf von Baranoff

Paul Trofimowitsch Graf von Baranoff (russisch: Па́вел Трофи́мович Бара́нов; * 30. Dezember 1814 in Sankt Petersburg; † 15. April 1864 in Sankt Petersburg) war ein russischer Graf, Generalmajor in der Kaiserlich-russischen Armee, Kriegsgouverneur der Stadt Twer und Gouverneur des Gouvernements Twer.

## Leben
Pauls militärische Laufbahn begann im kaiserlich-russischen Pagenkorps. Als Fähnrich diente er ab 1833 im Izmajlovschen Garde- Regiment, welches zur russischen Alten Garde zählte. Er war ab 1844 längere Zeit als Adjutant des Kriegsministers Alexander Iwanowitsch Tschernyschow eingesetzt. 1846 wurde er gemeinsam mit seinen Brüdern in den russischen Grafenstand erhoben. 1849 wurde er zum Oberst befördert und übernahm ab 1853 die Stellung des Vizedirektors vom Proviant-Departement im Kriegsministerium ein. 1855 wurde er zum Flügeladjutanten des Zaren Alexander II. (1818–1881) berufen und 1856 zum Generalmajor À la suite ernannt. Von 1857 bis 1862 war er Kriegsgouverneur der Stadt Twer und Gouverneur des Gouvernements Twer. Während seiner Zeit als Gouverneur machte er sich um den Ausbau der Stadt einen Namen, so sorgte er für die Förderung einer öffentlichen Bibliothek, trieb den Bau des Gymnasiums voran und ließ einige Bildungseinrichtungen für Mädchen eröffnen. Am 14. Oktober 1862 schied er aus dem Militärdienst aus und starb nach kurzer Krankheit am 15. April 1864 in Sankt Petersburg.

## Auszeichnungen
- 1851 Russischer Orden der Heiligen Anna,  2. Klasse mit Krone
- 1854 Orden des Heiligen Wladimir,  3. Klasse
- 1858 Russischer Sankt-Stanislaus-Orden, 1. Klasse
- 1861 Russischer Orden der Heiligen Anna 1. Klasse

## Herkunft und Familie

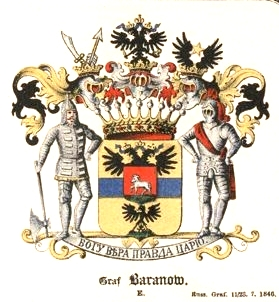
Wappen der Grafen von Baranoff (1846)

Paul stammte aus dem baltisch-russischen Adelsgeschlecht von Baranoff, die seit der Mitte des 16. Jahrhunderts in Estland und Livland ansässig waren und aus einem russischen Uradel abstammten. Sein Vater war der kaiserlich-russische Kammerherr und Wirkliche Staatsrat Trofim Johann Ludwig von Baranoff, der mit der Kammerdame Julie von Adlerberg verheiratet war. Seine Brüder waren die russischen Generale der Infanterie Nikolai Graf von Baranoff (1808–1883) und Johann Graf von Baranoff (1811–1884). Paul heiratete 1845 die Hofdame Anna Aleksejewna Wassilchikowa, ihre Nachkommen waren:
- Nicholas (1852–1911) Mitglied des Staatsrat ⚭ Anna Alexandrowna Olenina (1874–1953)
- Julia (1853–1938) ⚭ Sergei Iljitsch Muchanow (1853–1894)
- Alexandra (1854–1934) ⚭ Senator Sergei Alexejewitsch Lopuchin (1853–1911)
- Katharina (1858–1945) Freiin ⚭ Graf Konstantin Apollinarewitsch Khreptovich-Butenev (1848–1933)
- Eugene (1860–1936) ⚭ Rafail Alexejewitsch Pisarev
- Alexander (1862–1945) Leutnant ⚭ Anastasia Michailowna Baratynskaya